# Saint-Pardoux-Morterolles
Saint-Pardoux-Morterolles este o comună în departamentul Creuse din centrul Franței. În 2009 avea o populație de 215 de locuitori.

## Evoluția populației
| An        | 1975 | 1982 | 1990 | 1999 | 2006 | 2009 |
| --------- | ---- | ---- | ---- | ---- | ---- | ---- |
| Populație | 286  | 254  | 254  | 242  | 218  | 215  |